# Qualifications pour la Coupe du monde de rugby à XV 1991
Navigation
Qualifications Coupe du monde 1995
Les qualifications pour la Coupe du monde de rugby à XV 1991  se disputent de 1988 à 1990. 31 nations se rencontrent pour déterminer les huit qualifiées pour la phase finale. C'est la première fois que cette phase existe puisqu'en 1987 les seize participants étaient invités.

## Qualifiés

### Qualifiés d’office
Les quarts de finaliste de la Coupe du monde 1987 sont qualifiés d'office :
- Nouvelle-Zélande, vainqueur ;
- France, finaliste :
- Pays de Galles, troisième ;
- Australie, quatrième ;
- Écosse, quart de finaliste en 1987 ;
- Irlande, quart de finaliste en 1987 ;
- Fidji, quart de finaliste en 1987 ;
- Angleterre, quart de finaliste en 1987.

### Autres qualifiés
- Zimbabwe (Afrique 1) ;
- Canada (Amériques 1) ;
- Argentine (Amériques 2) ;
- États-Unis (Amériques 3) ;
- Samoa (Asie et Océanie 1) ;
- Japon (Asie et Océanie 2) ;
- Italie (Europe 1) ;
- Roumanie (Europe 2).

## Afrique
Le Côte d'Ivoire, le Maroc, la Tunisie et le Zimbabwe se disputent une place à Harare, capitale de Zimbabwe, du 5 au 12 mai 1990. Le Zimbabwe gagne le ticket Afrique 1.
| Rang | Nation        | J | V | N | D | Pm | Pe | Diff | Pts |
| ---- | ------------- | - | - | - | - | -- | -- | ---- | --- |
| 1    | Zimbabwe      | 3 | 3 | 0 | 0 | 62 | 22 | +40  | 9   |
| 2    | Tunisie       | 3 | 2 | 0 | 1 | 41 | 43 | -2   | 7   |
| 3    | Maroc         | 3 | 1 | 0 | 2 | 23 | 36 | -13  | 5   |
| 4    | Côte d'Ivoire | 3 | 0 | 0 | 3 | 20 | 45 | -25  | 3   |

|  | Qualifié |

| 5 mai 1990  | Harare | Tunisie  | 16 – 12 | Maroc         |
| 5 mai 1990  | Harare | Zimbabwe | 22 – 9  | Côte d'Ivoire |
| 8 mai 1990  | Harare | Tunisie  | 12 – 7  | Côte d'Ivoire |
| 8 mai 1990  | Harare | Zimbabwe | 16 – 0  | Maroc         |
| 12 mai 1990 | Harare | Maroc    | 11 – 4  | Côte d'Ivoire |
| 12 mai 1990 | Harare | Zimbabwe | 24 – 13 | Tunisie       |

## Amériques
Les trois équipes engagées, le Canada, les États-Unis et l'Argentine, sont qualifiées pour la Coupe du monde. Les matches servent à déterminer l'ordre, et donc la poule, de ces nations. Le Canada gagne la place Amériques 1, l'Argentine obtient Amériques 2 et aux États-Unis échoient Amériques 3.
| Rang | Nation     | J | V | N | D | Pm | Pe | Diff | Pts |
| ---- | ---------- | - | - | - | - | -- | -- | ---- | --- |
| 1    | Canada     | 4 | 3 | 0 | 1 | 67 | 38 | +29  | 10  |
| 2    | Argentine  | 4 | 2 | 0 | 2 | 57 | 46 | +11  | 8   |
| 3    | États-Unis | 4 | 1 | 0 | 3 | 29 | 69 | -40  | 6   |

| 23 septembre 1989 | Toronto       | Canada     | 21 – 3  | États-Unis |
| 8 novembre 1989   | Buenos Aires  | Argentine  | 23 – 6  | États-Unis |
| 30 mars 1990      | Burnaby       | Canada     | 15 – 6  | Argentine  |
| 7 avril 1990      | Santa Barbara | États-Unis | 6 – 13  | Argentine  |
| 9 juin 1990       | Seattle       | États-Unis | 14 – 12 | Canada     |
| 16 juin 1990      | Buenos Aires  | Argentine  | 15 – 19 | Canada     |

## Asie et Océanie
Huit nations d'Asie s'affrontent en deux poules à Hong Kong du 12 au 19 novembre 1988. Les deux finalistes participent au tour suivant.

### Premier tour

#### Poule 1
| Rang | Nation       | J | V | N | D | Pm  | Pe  | Diff | Pts |
| ---- | ------------ | - | - | - | - | --- | --- | ---- | --- |
| 1    | Corée du Sud | 3 | 3 | 0 | 0 | 209 | 25  | +184 | 9   |
| 2    | Hong Kong    | 3 | 2 | 0 | 1 | 114 | 42  | +72  | 7   |
| 3    | Sri Lanka    | 3 | 1 | 0 | 2 | 21  | 119 | -98  | 5   |
| 4    | Malaisie     | 3 | 0 | 0 | 3 | 6   | 164 | -158 | 3   |

|  | Qualifié pour la finale et le deuxième tour |

| 12 novembre 1988 | Hong Kong | Hong Kong    | 45 – 3  | Sri Lanka |
| 12 novembre 1988 | Hong Kong | Corée du Sud | 102 – 0 | Malaisie  |
| 14 novembre 1988 | Hong Kong | Corée du Sud | 39 – 19 | Hong Kong |
| 14 novembre 1988 | Hong Kong | Sri Lanka    | 12 – 6  | Malaisie  |
| 16 novembre 1988 | Hong Kong | Hong Kong    | 50 – 0  | Malaisie  |
| 16 novembre 1988 | Hong Kong | Corée du Sud | 68 – 6  | Sri Lanka |

#### Poule 2
| Rang | Nation         | J | V | N | D | Pm  | Pe  | Diff | Pts |
| ---- | -------------- | - | - | - | - | --- | --- | ---- | --- |
| 1    | Japon          | 3 | 3 | 0 | 0 | 210 | 26  | +184 | 9   |
| 2    | Taipei chinois | 3 | 2 | 0 | 1 | 137 | 32  | +105 | 7   |
| 3    | Thaïlande      | 3 | 1 | 0 | 2 | 33  | 143 | -110 | 5   |
| 4    | Singapour      | 3 | 0 | 0 | 3 | 6   | 185 | -179 | 3   |

|  | Qualifié pour la finale et le deuxième tour |

| 13 novembre 1988 | Hong Kong | Taipei chinois | 32 – 9  | Thaïlande      |
| 13 novembre 1988 | Hong Kong | Japon          | 82 – 0  | Singapour      |
| 15 novembre 1988 | Hong Kong | Taipei chinois | 86 – 3  | Singapour      |
| 15 novembre 1988 | Hong Kong | Japon          | 108 – 7 | Thaïlande      |
| 17 novembre 1988 | Hong Kong | Thaïlande      | 17 – 3  | Singapour      |
| 17 novembre 1988 | Hong Kong | Japon          | 20 – 19 | Taipei chinois |

#### Finales
- Match pour la troisième place

| 19 novembre 1988 | Hong Kong | Hong Kong | 19 – 4 | Taipei chinois |

- Finale du premier tour

| 19 novembre 1988 | Hong Kong | Corée du Sud | 17 – 13 | Japon |

### Deuxième tour
Les deux nations qualifiées, la Corée du Sud et le Japon, affrontent les Samoa occidentales et les Tonga dans un tournoi organisé du 8 au 15 avril 1990 à Tokyo, capitale du Japon. Les deux premiers, les Samoa occidentales et le Japon, se qualifient pour la Coupe du monde en tant qu'Asie et Océanie 1 et Asie et Océanie 2 respectivement..
| Rang | Nation             | J | V | N | D | Pm  | Pe  | Diff | Pts |
| ---- | ------------------ | - | - | - | - | --- | --- | ---- | --- |
| 1    | Samoa occidentales | 3 | 3 | 0 | 0 | 123 | 21  | +102 | 9   |
| 2    | Japon              | 3 | 2 | 0 | 1 | 65  | 63  | +2   | 7   |
| 3    | Tonga              | 3 | 1 | 0 | 2 | 64  | 62  | +2   | 5   |
| 4    | Corée du Sud       | 3 | 0 | 0 | 3 | 39  | 145 | -106 | 3   |

|  | Qualifiés pour la Coupe du monde |

| 8 avril 1990  | Tokyo | Japon              | 28 – 16 | Tonga        |
| 8 avril 1990  | Tokyo | Samoa occidentales | 74 – 7  | Corée du Sud |
| 11 avril 1990 | Tokyo | Japon              | 26 – 10 | Corée du Sud |
| 11 avril 1990 | Tokyo | Samoa occidentales | 12 – 3  | Tonga        |
| 15 avril 1990 | Tokyo | Samoa occidentales | 37 – 11 | Japon        |
| 15 avril 1990 | Tokyo | Tonga              | 45 – 22 | Corée du Sud |

## Europe

### Premier tour

#### Groupe 1
Quatre équipes s'affrontent dans la région de Tours en France. La Suède, victorieuse, est qualifiée pour la finale du premier tour.
| Rang | Nation   | J | V | N | D | Pm | Pe | Diff | Pts |
| ---- | -------- | - | - | - | - | -- | -- | ---- | --- |
| 1    | Suède    | 3 | 3 | 0 | 0 | 98 | 25 | +73  | 9   |
| 2    | Danemark | 3 | 2 | 0 | 1 | 42 | 57 | -15  | 7   |
| 3    | Suisse   | 3 | 1 | 0 | 2 | 49 | 74 | -25  | 5   |
| 4    | Israël   | 3 | 0 | 0 | 3 | 31 | 64 | -33  | 3   |

|  | Qualifiée pour le tour suivant |

| 30 avril 1989 | Tours                  | Suède    | 39 – 0  | Danemark |
| 30 avril 1989 | Chinon                 | Suisse   | 22 – 15 | Israël   |
| 2 mai 1989    | Saint-Pierre-des-Corps | Danemark | 26 – 12 | Suisse   |
| 2 mai 1989    | Tours                  | Suède    | 26 – 10 | Israël   |
| 4 mai 1989    | Tours                  | Danemark | 16 – 6  | Israël   |
| 4 mai 1989    | Tours                  | Suède    | 33 – 15 | Suisse   |

#### Groupe 2
Les Pays-Bas se qualifient pour la finale.
1er tour :
| 9 septembre 1989 | Vyškov | République tchèque | 23 – 6 | Yougoslavie |

2e tour :
| 17 septembre 1989 | Heidelberg | Allemagne          | 6 – 12  | Pays-Bas |
| 1er octobre 1989  | Prague     | République tchèque | 13 – 15 | Portugal |

3e tour :
| 8 octobre 1989 | Metz | Pays-Bas | 32 – 3 | Portugal |

#### Finale
Vainqueurs de la finale du premier tour, les Pays-Bas sont qualifiés pour le tour suivant.
| 15 octobre 1989 | Copenhague | Pays-Bas | 24 – 3 | Suède |

### Deuxième tour
Quatre pays s'affrontent en Espagne, les deux premiers sont qualifiés pour le troisième tour.
| Rang | Nation   | J | V | N | D | Pm  | Pe  | Diff | Pts |
| ---- | -------- | - | - | - | - | --- | --- | ---- | --- |
| 1    | Espagne  | 3 | 3 | 0 | 0 | 110 | 30  | +80  | 9   |
| 2    | Pays-Bas | 3 | 2 | 0 | 1 | 80  | 68  | +12  | 7   |
| 3    | Pologne  | 3 | 1 | 0 | 2 | 61  | 79  | -18  | 5   |
| 4    | Belgique | 3 | 0 | 0 | 3 | 41  | 115 | -74  | 3   |

|  | Qualifiés pour le tour suivant |

| 29 octobre 1989   | Madrid | Pologne  | 25 – 23 | Belgique |
| 29 octobre 1989   | Madrid | Espagne  | 29 – 15 | Pays-Bas |
| 1er novembre 1989 | Madrid | Pays-Bas | 32 – 12 | Belgique |
| 1er novembre 1989 | Madrid | Espagne  | 23 – 9  | Pologne  |
| 5 novembre 1989   | Madrid | Pays-Bas | 33 – 27 | Pologne  |
| 5 novembre 1989   | Madrid | Espagne  | 58 – 6  | Belgique |

### Troisième tour
Quatre équipes s'affrontent en Italie. Les deux premières sont qualifiées pour la Coupe du monde : l'Italie obtient Europe 1 et la Roumanie Europe 2.
| Rang | Nation   | J | V | N | D | Pm | Pe | Diff | Pts |
| ---- | -------- | - | - | - | - | -- | -- | ---- | --- |
| 1    | Italie   | 3 | 3 | 0 | 0 | 83 | 38 | +45  | 9   |
| 2    | Roumanie | 3 | 2 | 0 | 1 | 85 | 42 | +43  | 7   |
| 3    | Espagne  | 3 | 1 | 0 | 2 | 34 | 61 | -27  | 5   |
| 4    | Pays-Bas | 3 | 0 | 0 | 3 | 30 | 91 | -61  | 3   |

|  | Qualifiées pour la Coupe du monde |

| 30 septembre 1990 | Italie | 30 - 6 | Espagne | Rovigo |
| 30 septembre 1990 |        |        |         | Rovigo |
| 30 septembre 1990 |        |        |         | Rovigo |

| 30 septembre 1990 | Roumanie | 45 - 7 (24 - 3) | Pays-Bas | Trévise Arbitre : B. Anderson |
| 30 septembre 1990 |          |                 |          | Trévise Arbitre : B. Anderson |
| 30 septembre 1990 |          |                 |          | Trévise Arbitre : B. Anderson |

| 3 octobre 1990 | Italie | 24 – 11 | Pays-Bas | Trévise |
| 3 octobre 1990 |        |         |          | Trévise |
| 3 octobre 1990 |        |         |          | Trévise |

| 3 octobre 1990 | Roumanie | 19 - 6 (7 - 6) | Espagne | Padoue Arbitre : B. Anderson |
| 3 octobre 1990 |          |                |         | Padoue Arbitre : B. Anderson |
| 3 octobre 1990 |          |                |         | Padoue Arbitre : B. Anderson |

| 7 octobre 1990 | Italie | 29 – 21 (16 - 12) | Roumanie | Padoue Arbitre : R. Megson |
| 7 octobre 1990 |        |                   |          | Padoue Arbitre : R. Megson |
| 7 octobre 1990 |        |                   |          | Padoue Arbitre : R. Megson |

| 7 octobre 1990 | Espagne | 22 - 12 | Pays-Bas | Rovigo |
| 7 octobre 1990 |         |         |          | Rovigo |
| 7 octobre 1990 |         |         |          | Rovigo |